# Klim Polishchuk
Klim Lavrinovich Polishchuk (Krasnopil, óblast de Zhytomyr, 25 de noviembre de 1891 - Sandarmoj, Carelia, 3 de noviembre de 1937) fue un periodista, poeta y escritor ucraniano. Pertenece a la llamada generación del Renacimiento fusilado.

## Biografía

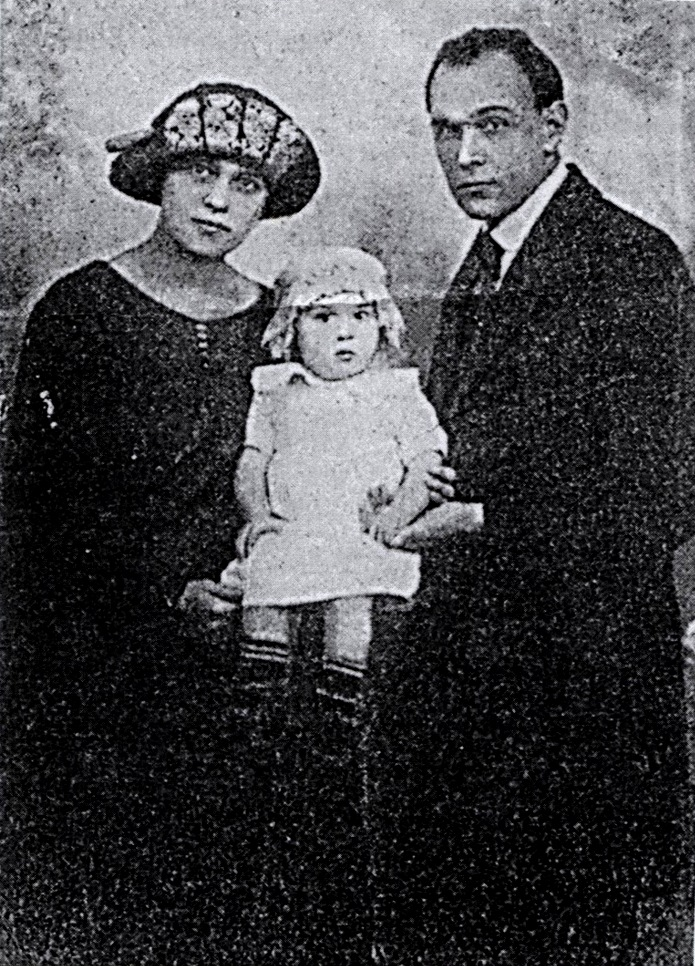
Klim Polishchuk con su esposa Halina Mnevska y su hija Lesia

Klim Polishchuk nació en una familia campesina. Cuando era niño, su padre lo educó en casa, junto con su hermano Fedir y su hermana Nastia. A una edad temprana, Klim se vio obligado a trabajar como peón. Además de estar interesado en la literatura, Klim Polishchuk era un hábil artista. En 1909, con el apoyo de la organización benéfica Hromada y algunas personas, Klim Polishchuk se matriculó en el Colegio de Arte y Dibujo, Academia de las Artes, San Petersburgo, Rusia. En 1912, debido a la falta de fondos, Polishchuk se retiró de la universidad y regresó a Zhytómyr.
En agosto de 1914, Klim Polishchuk fue arrestado por actividades de «separatistas» y exiliado a Rusia. En 1916 fue destinado a luchar en la Primera Guerra Mundial.
En 1920, Klim Polishchuk se mudó a Leópolis, donde en 1921 se casó con una futura escritora, Halina Mnevska (Halyna Orlivna, seudónimo). Al año siguiente nació su hija Lesia. Klim Polishchuk y Halina Mnevska se divorciaron en 1927.
El 4 de noviembre de 1929, con los cargos falsos, Klim Polishchuk fue acusado de «nacionalismo burgués» y condenado al exilio y a 10 años de trabajos forzados en campos de concentración.
El último lugar de encarcelamiento de Klim Polishchuk, junto con otros 289 representantes de la intelectualidad ucraniana (incluidos Mikola Zerov, Hrihori Epik, Marko Voroni, Mikola Kulish, Valerian Pidmohilni, Yulian Shpol, Valerian Polishchuk, Les Kurbas y Miroslav Irchan), fue la isla Solovkí, una prisión en el Mar Blanco. Fue ejecutado en el pico de la Gran Purga en Sandarmoj, Carelia, Rusia, el 3 de noviembre de 1937.
Las ejecuciones de diversas categorías de delincuentes y «enemigos» (elementos antisociales, nacionalistas burgueses, exkulaks y oficiales del Ejército Blanco, saboteadores y espías extranjeros) se llevaron a cabo de acuerdo con las cuotas asignadas a cada Región y República de la Unión Soviética. Subordinados entusiastas hicieron varias solicitudes para aumentar su cuota de ejecuciones y arrestos a medida que se alcanzaban y excedían los objetivos.

## Carrera literaria
La carrera literaria de Klim Polishchuk comenzó con la poesía. A la edad de quince años, su poema Observando el mundo de Dios [Dyvliachys na Myr Bozhyi] fue publicado en el periódico Volyn (1906). Poco después apareció su primer cuento en la revista Dzvinok.
En 1914 se publicó su primer libro, Estrellas lejanas [Daleki Zori].
En 1919, en Kiev, Klim Polishchuk se unió a otros autores ucranianos como Pavlo Tichina, Yakiv Savchenko, Les Kurbas, Pavlo Philipovich, Dmitro Zahul, Oleksa Slisarenko, Mijailo Ivchenko y Mijailo Zhuk para establecer «Muzahet», un grupo de literatura y arte que se centró en las características de la literatura ucraniana. En 1920, Muzahet fue prohibido y la mayoría de sus miembros fueron posteriormente condenados y ejecutados.
Temáticamente, las obras en prosa de Klim Polishchuk se dividen en dos grandes grupos. El primer grupo consta de obras que incorporan el folclore y las leyendas ucranianas, incluido Puñado de tierra: Leyendas de Halichina y Tesoros de las edades: leyendas Ucranianas. El segundo grupo está compuesto por relatos históricos y novelas, que presentan eventos revolucionarios (Revolución Socialista de Octubre) y bélicos (Primera Guerra Mundial), como Espejismo rojo: Ensayos e historias cortas del periodo revolucionario y Otaman Zeleni .
El estilo literario de Klim Polishchuk se caracteriza a menudo por la ingeniosa aplicación del simbolismo y los elementos góticos.

### Obra más importante
1921 – Puñado de tierra: Leyendas de Halichina [Жменя землі: Галицькі леґенди]
1921 – Espejismo rojo: Ensayos y cuentos del período revolucionario [Червоне марево: Нариси і оповідання з часів революції]
1921 – Tesoro de las edades: Leyendas ucranianas [Скарби віків: Українські лєґенди]
1921 – Voyenko: De un cuaderno [Воєнко: Із записної книжки]
1921 – Zvukolirnist: Poesías [Звуколірність: Поезії]
1921 [?] – Cuento popular del palacio (Kazka palatsu)
1922 – Un alma crucificada [Розпята душа: Оповідання з латиського життя]
1923 – El padre de Huliaipil [Гуляйпільський батько]
1923 – Otamán Zelenyi: Novela moderna [Отаман Зелений: Сучасний роман]
1929 – Polissya Sounds (Poliski Shumy); el manuscrito nunca se publicó debido al arresto del autor.